# Sylvie-Anne Thyes
Sylvie-Anne de Bourcy-Thyes (Luxemburg-Stad, 1946) is een Luxemburgs graficus, kunstschilder en docent.

## Leven en werk
Sylvie-Anne Thyes is een dochter van dr. Auguste Thyes, orthopedisch chirurg, en Charlotte Geiershoefer. Ze studeerde aan de École des beaux-arts et arts appliqués in Nancy (1964-1967) en de Kunstgewerbeschule in Zürich (1968-1969). Ze bekwaamde zich verder in de grafiek op de Internationale Zomeracademie in Salzburg (1974), het Instituto Statale d'Arte in Urbino (1976) en het Cité Internationale des Arts in Parijs (1977). Ze 
was repetent aan het Lycée Robert-Schumann (1972) en het centrum voor beroepsonderwijs (1973). In 1973 trouwde ze, een jaar later kreeg ze een aanstelling als tekendocent aan het Lycée Robert-Schumann in Luxemburg-Stad.
Thyes maakt gravures en schilderijen. Ze sloot zich aan bij de kunstenaarsvereniging Cercle Artistique de Luxembourg, waar ze sinds 1968 deelneemt aan de salons. Verder exposeerde ze onder andere met Roger Dornseiffer en Joseph Grosbusch in Galerie La Chapelle (1976) in Mondorf-les-Bains, met Nicole Koch-Stein in Galerie La Scatola (1976) en met Françoise Aguillard en Anju Chaudhuri in Galerie St-Michel (1979) in Luxemburg. In 1980 ontving ze de Prix Grand-Duc Adolphe uit handen van groothertogin Josephine Charlotte.

## Onderscheidingen
- 1975 Prix d'Encouragement op de VIIe Biennale des Jeunes in Esch-sur-Alzette
- 1979 Prix d'Encouragement op de IXe Biennale des Jeunes in Esch-sur-Alzette
- 1980 Prix Grand-Duc Adolphe
- 1985 Prix Special du Jury, Differdange
- 1986 Prix du Parlement Européen, Diekirch

- Musée national d'archéologie, d'histoire et d'art: lkl000757